# Śiva sūtra
Les Śiva sūtra-s (sanskrit IAST : Śivasūtrāṇi ; Devanāgarī : शिवसूत्राणि) ou Māheśvara Sūtrāṇi (Devanāgarī : माहेश्वर सूत्राणि) sont un ensemble de quatorze sūtra-s qui permettent de coder de façon condensée des listes de phonèmes du sanskrit telles qu'elles sont mentionnées dans l’aṣṭādhyāyī de Pāṇini, le traité fondamental de grammaire sanskrite. Ces abréviations sont nommées les pratyāhāra-s, c'est pourquoi les Śiva sūtra-s sont aussi nommés pratyāhārasūtrāṇi.
Selon la tradition ils ont pour nom akṣarasamāmnāya, "récitation de phonèmes," mais ils sont communément nommés Śiva sūtra-s car il est dit qu'ils ont été révélés à Pāṇini par Śiva. Ils furent soit composés par Pāṇini pour accompagner son aṣṭādhyāyī soit antérieurs à lui. Cette deuxième hypothèse est la moins plausible mais cette pratique d'encoder des règles complexes dans des versets courts et mémorisables est typique du style des sutra-s.

## Les quatorze sūtra-s
| IAST | Devanāgarī |
| --- | --- |
| 1. a i u Ṇ 2. ṛ ḷ K 3. e o Ṅ 4. ai au C 5. ha ya va ra Ṭ 6. la Ṇ 7. ña ma ṅa ṇa na M 8. jha bha Ñ 9. gha ḍha dha Ṣ 10. ja ba ga ḍa da Ś 11. kha pha cha ṭha tha ca ṭa ta V 12. ka pa Y 13. śa ṣa sa R 14. ha L | १. अ इ उ ण्। २. ऋ ऌ क्। ३. ए ओ ङ्। ४. ऐ औ च्। ५. ह य व र ट्। ६. ल ण्। ७. ञ म ङ ण न म्। ८. झ भ ञ्। ९. घ ढ ध ष्। १०. ज ब ग ड द श्। ११. ख फ छ ठ थ च ट त व्। १२. क प य्। १३. श ष स र्। १४. ह ल्। |

Chaque verset est composé d'un groupe de phonèmes de base du sanskrit, c'est-à-dire de syllabes contenant une voyelle seule  ou une consonne suivie de la voyelle de base "a", et se termine par un marqueur, ou anubandha, que l’on transcrit généralement par une lettre capitale. Ces versets permettent de définir des listes de phonèmes du sanskrit par un pratyāhāra, c'est-à-dire une abréviation constituée d'un phonème et d'un marqueur, et désignant l’ensemble des phonèmes compris entre ceux-ci, marqueurs exclus. Par exemple :
- aL désigne tous les phonèmes puisque ce pratyāhāra est constitué du premier phonème "a" et du dernier anubandha "L" ;
- iK désigne l’ensemble des phonèmes depuis "i" jusqu'au marqueur "K" : "i u ṛ ḷ" ;
- aC désigne l’ensemble des voyelles, c'est-à-dire tous les phonèmes précédant le marqueur "C" : a i u ṛ ḷ e o ai au ;
- haL désigne l’ensemble des consonnes, c'est-à-dire tous les phonèmes depuis "h" jusqu'au marqueur "L" ; etc.

On remarque que l’anubandha Ṇ apparaît deux fois : à la fin des sūtra-s 1 et 6 et par conséquent le pratyāhāra aL peut désigner deux listes de phonèmes différentes : a i u ou bien la liste des phonèmes de "a" à "l", et effectivement ces deux significations sont utilisées dans l’aṣṭādhyāyī.
On remarque aussi que le phonème h apparaît lui aussi deux fois dans la liste mais le pratyāhāra haL désigne toujours l’ensemble des consonnes, Pāṇini n'utilisant jamais les pratyāhāra-s pour désigner une liste ne contenant qu'un seul phonème.

## Utilisation despratyāhāra-sdans l'aṣṭādhyāyī de Pāṇini
Parmi tous les pratyāhāra-s pouvant théoriquement être formés, seuls 40 (41 si l'on compte séparément les deux sens du pratyāhāra "haL") sont utilisés par Pāṇini dans l’aṣṭādhyāyī :
1. aK
2. aC
3. aṬ
4. aṆ
5. aM
6. aL
7. aŚ
8. iK
9. iC
10. iṆ
11. uK
12. eṄ
13. eC
14. aiC
15. khaY
16. khaR
17. ṇaM
18. caR
19. chaV
20. jaŚ
21. jhaY
22. jhaR
23. jhaL
24. jhaŚ
25. jhaṢ
26. baŚ
27. bhaŚ
28. maY
29. yaÑ
30. yaṆ
31. yaM
32. yaY
33. yaR
34. raL
35. vaL
36. vaŚ
37. śaR
38. śaL
39. haL
40. haŚ

Les pratyāhāra-s peuvent être utilisés tels quels comme dans le sūtra 1.1.1 :
वृद्धिऱ़़ादैच् ; vṛddhir āD aiC : on appelle vṛddhir les phonèmes ā, ai et au (aiC designe les phonèmes ai et au).
Ils peuvent aussi recevoir des marques de déclinaison dont le sens technique est propre à l'aṣṭādhyāyī et qui permettent de décrire les opérations de substitution :
- la 1re déclinaison (nominatif) désigne ce qui remplace ;
- la 5e déclinaison (ablatif) désigne ce qui doit précéder ;
- la 6e déclinaison (génitif) désigne ce qui doit être remplacé ;
- la 7e déclinaison (locatif) désigne ce qui doit suivre.

Le sūtra 6.1.77 de l'aṣṭādhyāyī en est un exemple :
इको यणचि ; iKo yaṆ aCi
- iKo est iK à la sixième déclinaison (génitif), et signifie donc : à la place de i u ṛ ḷ ;
- yaṆ est à la première déclinaison et signifie donc que les phonèmes désignés par iKo sont remplacés par les semi-voyelles y v r l ;
- aCi est à la septième déclinaison et signifie donc : avant une voyelle (aC désigne l'ensemble des voyelles).

Par conséquent cette règle spécifie que les voyelles i u ṛ ḷ sont remplacées par les semi-voyelles correspondantes y v r l lorsqu'elles sont suivies d'une voyelle. C'est pourquoi dadhi suivi de atra devient dadhyatra.